# گورگوروث
گورگوروث (به نروژی: Gorgoroth) یک گروه موسیقی بلک متال نروژی است.
این گروه در سال ۱۹۹۲ به دست اینفرنس (Infernus) در برگن نروژ تشکیل شد و در میان شنود و آوازه خشونت جهانی بلک متال، سری در سرهای گروه‌های نروژی در آورد. سبک گروه بر پایه عقاید ضدمسیحیت بوده و اشعار گروه بر پایه شیطان‌پرستی و مرگ استوار است. گروه گورگوروث در دوره سختی‌ها و تغییرات در موسیقی نروژ کار خود را شروع کرد و فقط با اراده قوی اعضا توانستند در آن شرایط سخت ممنوعیت‌ها و درگیری‌ها به کار خود ادامه دهند. در این دوران گروه یکبار توقیف شده و پلیس نروژ اعضای گروه را به زندان انداخته بود که پس از یک دوره کوتاه دوباره کار خود را شروع کردند.
گروه با اینکه با فروش کم دو دموی اول خود رو به رو شده بود و توانست آلبوم‌هایی مثل پنتاگرام (Pentagram) و ضد مسیح (Antichrist) و تحت نشان جهنم (Under the Sign of Hell) را در سال‌های متوالی آماده و به بازار عرضه کند و با اینکه استارت اولیه قدرتمندی نداشتند اما توانستند در مراحل بعدی کار، خیلی قدرتمند تر عمل کنند. اعضا گروه در این سال‌ها تغییر کردند، خواننده دوم، باسیست و درامر از گروه جدا شدند و اعضا جدید جایگزین شدند.

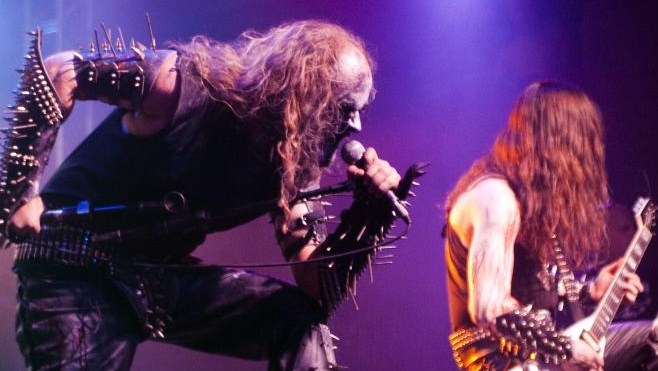

در سال‌های بعد گورگوروث پیشرفت بسزایی کرد با افراد بزرگی همکاری کرد، افرادی که در کار گروه تأثیر زیادی داشتند به عنوان مثال: فراست (Frost) از گروه ستیریکان (Satyricon) و گریم (Grim) از ایمرتال (Immortal) و آرس (Ares) از اترناس (Aeternus) و افراد دیگر. بعد از آلبوم آغاز شیطان (Incipit Satan) تعداد اجراهای زنده گروه بالا رفت، محل کنسرتها از ییلاقها و تپه جنگل‌های نروژ به کشورهای اروپایی هم کشید، لهستان و سوئد اولین محل‌های برگزاری کنسرت این گروه بودند. بعد از اتمام تور گروه، حدود سه ماه گروه از هم جدا شد ولی به وسیله اینفرنس که به عنوان رئیس گروه شناخته شده، اعضا دوباره کار را برای آلبوم جدید شروع کردند و در اواسط سال ۲۰۰۳ نیز آلبوم گرگ و میش بت‌ها (wilight of the Idols) را به بازار عرضه کردند.
آلبوم بعدی گروه که بعد از سه سال پخش شد به نام اد ماجورم ساتانس گلوریم (Ad MajoremSathanas Gloriam) و در سال ۲۰۱۴ به بازار آمد مورد استقبال خوبی قرار گرفت. بعد از اتمام آلبوم، گروه گورگوروث دوباره با گروه ۱۳۴۹ تور بزرگی را در کشورهای اروپا که حدود بیست کنسرت به همراه گروه‌های مختلف کشورهای میزبان اجرا می‌شد را برگزار کرد.